# Anammox
Anammox is de naam voor een in Delft ontwikkelde technologie voor stikstofverwijdering uit afvalwater. Het is een acroniem voor ANoxische AMMonium OXidatie.
Het anammoxproces is een bacterieel proces. De bacteriën kunnen van nut zijn bij de zuivering van afvalwater. Ze verwijderen nitriet en ammonium uit afvalwater door omzetting in stikstofgas. Voor de afvalwaterzuivering is dit een welkome ontwikkeling. Voor de komst van anammox moest immers alle ammonium eerst omgezet worden tot nitraat (NO3−). In theorie hoeft nu maar de helft van de hoeveelheid ammonium omgezet te worden in nitriet (NO2−), wat gezien maar twee in plaats van 3 zuurstofatomen bij het nitraat-ion op zich al een 2/3e besparing aan zuurstofvraag geeft. Dankzij anammox is in theorie dus in totaal maar 1/3e aan beluchting nodig. Behalve minder zuurstof (en dus minder energieverbruik door beluchters) zijn hierdoor ook veel lagere nitraatgehaltes in het afvalwater haalbaar dan voorheen.
Lange tijd werd gedacht dat het alleen mogelijk was ammonium te oxideren onder aerobe omstandigheden. In 1977 voorspelde de Oostenrijkse chemicus Engelbert Broda een proces waarbij ammonium werd geoxideerd zonder aanwezigheid van zuurstof. In 1986 werd in een anaerobe reactor in de afvalwaterzuivering van “Gist Brocades” (nu DSM) in Delft een afname van ammonium waargenomen in combinatie met een toename van stikstofgas.
De bacterie verantwoordelijk voor de ammoniumoxidatie bleek nitriet als elektronenacceptor te gebruiken volgens de volgende reactie:
NH4+ + NO2− → N2 + 2 H2O.
Deze anaerobe ammoniumoxidatie, afgekort anammox, bleek in veel ecosystemen een belangrijke rol te spelen bij de afbraak van ammonium.
De bacterie verantwoordelijk voor dit proces werd in 1999 door Strous et al. geïdentificeerd en werd genoemd naar zijn vindplaats en stikstofconversie: Candidatus brocadia anammoxidans. Inmiddels zijn er nog enkele bacteriën (naast brocadia nog vier andere genera) ontdekt die in staat zijn de anammox reactie uit te voeren: Candidatus kuenenia stuttgartiensis welke is gevonden in een waterzuiveringsreactor in Stuttgart, Scalindua sorokinii welke is gevonden in de Zwarte zee, Candidatus scalindua wagneri, Candidatus scalindua brodae, Anammoxoglobus propionicus en Candidatus jettenia asiatica.
Anammox bacteriën zijn chemo-litho-autotrofe micro-organismen en behoren tot de Planctomyceten. In tegenstelling tot andere bacteriën, bezitten Planctomyceten geen peptidoglycaan in de celwand en hebben ze membraan-omsloten compartimenten in de cel die vergelijkbaar zijn met organellen bij eukaryoten. Het anammoxproces vindt vermoedelijk plaats in deze organellen die anammoxosomen worden genoemd. Deze anammoxosomen zijn omgeven door een membraan met zogenaamde ladderanen. Dit zijn bijzondere membraanlipiden die alleen bij anammoxbacteriën voorkomen; ze hebben een grotere dichtheid dan de membraanlipiden van andere cellen. Het membraan zorgt er waarschijnlijk voor dat de toxische intermediairen van de anammoxreactie het organel niet uitdiffunderen waardoor het anammoxproces mogelijk wordt (Damsté et al. 2002). Met de komst van het anammox-proces worden nu lagere gehaltes aan het giftige nitriet behaald dan die voorheen haalbaar waren.

## Toepassing in waterzuivering
De toepassing van de anammox bij het behandelen van afvalwater is het verwijderen van ammonium en bestaat uit twee aparte microbiologische processen.
1. Oxidatie: De gedeeltelijke nitrificatie van de helft van het ammonium tot nitriet door ammonium oxiderende bacteriën. (AOB's) De benodigde zuurstof hiervoor wordt verkregen door beluchting.
{\displaystyle {\ce {2 NH4^+ + 3 O2 -> 2 NO2^- + 4 H^+ + 2 H2O}}}
2. Deammonificatie (anammox): Het resterende ammonium en nitriet reageren tot stikstof gas. Daar waar bij traditionele stikstofverwijdering via denitrificatie een koolstofbron (CZV) wordt gebruikt, wordt bij het anammox proces ammonium gebruikt. Beide vormen vinden anaeroob plaats.
{\displaystyle {\ce {NH4^+ + NO2^- -> N2 + 2 H2O}}}
3. Als nevenreactie bij deze tweede stap wordt er een kleine hoeveelheid nitraat gevormd.
{\displaystyle {\ce {NO2^- +HCO3^- -> NO3 + CH2O_{0.5}N_{0.15}}}}
De laatste stof in deze vergelijking is geen chemische stof, maar de algemene formule voor biomassa die op basis van 1 ammonium-ion gevormd kan worden.[6]

Deze processen kunnen plaatsvinden in één reactor waarin beide bacteriesoorten compacte korrels vormen.